# 2016년 이탈리아 개헌 국민투표
2016년 이탈리아 개헌 국민투표(이탈리아어: Referendum costituzionale del 2016 in Italia)는 2016년 12월 4일(이탈리아 현지 시간), 이탈리아 전역에서 시행되는 이탈리아 헌법 개정에 관한 국민투표이다. 국민투표로 부쳐진 개헌안에는 병렬 관계로 되어 있는 이탈리아의 상원과 하원 중에서 상원을 축소하고, 입법 권한을 하원에 집중시키는 내용을 담고 있다.
이탈리아 정부는 상원과 하원이 잇따라 거부권을 행사해 의안 통과를 지연시키는 정치 행태를 타파하기 위한 고육책으로, 대부분의 입법권을 하원으로 넘기는 개헌안을 마련했다.
이 투표는 마테오 렌치 이탈리아 총리가 추진한 국민투표로, 국민투표 부결 시 사퇴 가능성을 내비쳤기 때문에 총리 신임투표 성격이 강하다고 분석됐다. 이탈리아 공화국 역사상 2001년, 2006년에 이어 3번째로 실시된 헌법 개정에 관한 국민투표이기도 하다.
투표 결과 찬성 40.89%, 반대 59.11%로 개헌안이 부결되어 마테오 렌치는 총리직을 사임하였다. 후임 총리로 외무장관 파올로 젠틸로니가 지명되어 2016년 12월 12일 총리로 취임하였다.

## 배경
이탈리아는 상원과 하원에 동등한 권한을 부여하는 양원제를 채택하고 있다. 베니토 무솔리니와 같은 독재자의 출현을 방지하기 위한 조치 중 하나이지만, 상원과 하원 양쪽 모두를 통과해야 한다는 복잡하고 고된 입법 절차로 인해 법안이 수년간 의회에 계류되는 경우가 많았고, 이는 정부 불안과 의회 마비의 원천이 됐다. 정부 내각의 안정성 역시 불안정하여 2010년 이후에만 실비오 베를루스코니, 마리오 몬티, 엔리코 레타, 마테오 렌치 등 4명의 총리를 거쳐왔으며, 제2차 세계 대전 이래 지난 70여년 간 63차례나 정권이 바뀌었다.
이 때문에 이탈리아 정부는 이번 개헌을 계기로 사실상의 '단원제' 정치 체제로 개혁, 국정 효율을 제고하고자 했다. 민주당 소속인 마테오 렌치 이탈리아 총리는 이번 개헌안이 통과되지 않을 경우 총리직에서 물러나 다시는 정계에 복귀하지 않겠다고 선언하여, 이번 국민투표에 자신의 정치 생명을 걸었다. 그는 "만약 이번 기회를 놓치면, 향후 20년 간은 돌이킬 수 없을 것"이라고 경고하며 '찬성' 투표를 독려했다. 국민투표에서 승리할 경우, 렌치 총리는 이탈리아의 개혁 움직임에 한층 더 박차를 가할 수 있게 된다.
마테오 렌치 총리는 2014년 4월 8일에 헌법 개정을 처음으로 제안했다. 헌법 개정안은 2015년 10월 13일에 하원의 1차 승인을 받았으며 2016년 1월 11일에 상원의 1차 승인을 받았다. 2016년 1월 20일에는 하원의 2차 승인을 받았고 2016년 4월 12일에는 상원의 2차 승인을 받았다.
헌법 개정안이 의회의 2차 투표에서 전체 투표 가운데 3분의 2 이상을 얻지 못함에 따라 헌법 개정안은 이탈리아 헌법 제138조에 따라 국민투표를 통해 통과 여부를 결정하게 되었다. 헌법 개정안은 국민투표에서 찬성이 다수를 차지해야 가결된다.

### 헌법 개정안
다음은 마테오 렌치 이탈리아 총리가 제안한 이탈리아 헌법 개정안의 주요 내용이다.
- 상원 의원 수를 315명에서 100명으로 축소함
- 상원 의원은 선거 대신 각 지역 의회와 시장의 추천을 통해 임명하는 95석, 대통령이 임명하는 5석으로 구성됨
- 상원의 권한을 대폭 축소시킴
- 의회의 입법 권한은 하원에 집중됨
- 하원에 의해 선출되는 내각에 권력을 집중시킴
- 상원은 의회의 정부 불신임 투표에 참여할 수 없음
- 상원은 제한적인 범위에서만 법안을 다룰 수 있음
- 각종 국가 기관의 운영비를 제한함
- 경제 노동 국가 평의회의 기능을 억제함

## 투표 전

### 찬반 운동
헌법 개정을 지지하는 진영은 이탈리아 공화국 수립 이래 계속된 이탈리아의 정치적 불안정을 해소할 수 있다고 주장했지만 헌법 개정을 반대하는 진영은 정부가 많은 권력을 갖고 있다고 비판했다. 특히 반대 운동을 주도하고 있는 야권은 이탈리아의 경기 부진, 실업난, 난민 수용 정책 등에 대한 렌치 총리의 재신임 투표라는 의미를 부여하고 있다.
투표를 이틀 앞둔 12월 2일, 렌치 총리는 고향 피렌체에서 열린 대규모 집회에서 "(오는 12월 4일에) 우리 아이들의 삶을 바꿀 수 있다"면서 "우리를 위한 것도, 정당을 위한 것도 아닌 그들을 위한 것"이라고 말했다. 또 "만약 찬성이 이기면 이탈리아는 유럽의 리더가 될 것"이라고 주장했다. 야권의 선두 주자이자 오성운동 창당자인 베페 그릴로는 이날 토리노에서 열린 헌법 개정 반대 집회에서 "우리는 지금 진흙 한가운데 빠졌다"며 반대표를 호소했다. 우파 정당 포르차 이탈리아(FI)를 이끄는 실비오 베를루스코니 전 총리도 "렌치 총리는 최소한의 신임이라도 지키려면, 총리직을 내놓는 것은 물론 모든 정치 활동을 관둬야 한다"고 공격했다.
| 찬반   | 로고 | 표어                                    | 정당                                | 사이트                 |
| ------ | ---- | --------------------------------------- | ----------------------------------- | ---------------------- |
| 찬성파 |      | Basta un Sì (바로 찬성)                 | 민주당, 자유와 평등                 | www.bastaunsi.it       |
| 반대파 |      | Comitato per il No (반대를 위한 위원회) | 포르차 이탈리아, 오성운동, 북부동맹 | www.comitatoperilno.it |

### 투표 부결에 관한 우려
한편 렌치 총리가 국민투표의 결과에 따라 자신의 사임 여부를 가르겠다고 선언했기 때문에, 부결되어 렌치 총리가 물러난다면 이탈리아는 과도내각으로 접어든다. 또 신임 총리 선출을 위해 총선이 앞당겨지면 이탈리아의 유로존과 유럽 연합 탈퇴를 주장하는 급진 성향 정당인 오성운동의 승리 가능성이 제기되는데 이로 인한 정치적 혼란이 불가피하다는 전망이 있다. 오성운동은 2017년에 이탈리아에서 조기 총선이 열릴 경우 이탈리아의 유로존 탈퇴 문제를 표결에 부치겠다고 공언했기 때문에, 최악의 경우 영국의 브렉시트(Brexit, 영국의 유럽 연합 탈퇴)에 이은 '이탈렉시트'(Italexit, 이탈리아의 유로존 탈퇴)까지 발생할 수 있다는 우려도 나왔다.
정치적인 측면 뿐만 아니라 경제계에서도 부결 우려가 큰데, 이전부터 부실했던 이탈리아 금융권이 정치권 혼란으로 인한 더 큰 타격에 봉착할 수 있다는 것이다. CNN머니는 렌치 총리가 사임하면 이탈리아 은행에 대한 투자자들의 엑소더스(대탈주)가 펼쳐질 수 있다고 전했다. 피델리티 인터내셔널의 알베르토 찬데티 유럽담당 증시 매니저는 "투자자들이 브렉시트와 2016년 미국 대통령 선거로 인한 변동성을 맛보면서 개헌에 따른 변화 역시 원치 않는 모습"이라고 전했다. 투표 결과에 상관없이 이탈리아 은행들의 상황이 더 어려워질 것이란 전망도 나왔는데, 시티인텍스의 캐서린 브룩스 연구원은 "찬반에 상관없이 은행은 뼈를 깎는 구조조정을 단행해야 할 것"이라고 지적했다.
개헌이 부결되더라도 렌치 총리가 사임하지 않을 것이라는 관측도 일각에서 제기되지만, 그라치아노 델리오 교통건설부 장관은 12월 2일 "(패배 시) 렌치 총리는 대통령을 찾아가 사직서를 제출할 것"이라고 전망했다.

### 여론 조사

2016년 개헌 국민투표에 관한 여론조사. 초록이 찬성, 빨강이 반대이며 노란색은 답변 유보이다.
2016년 3월부터 12월까지 매달 조사한 결과.

여론 조사에 따르면 2016년 봄까지만 해도 찬성 의견이 반대표보다 우세하였으나 찬성 의견이 급격하게 힘을 잃어 2016년 6월을 기점으로 반대가 찬성 의견을 조금씩 압도해 나갔다. 2016년 11월 18일에 발표된 여론 조사에서는 반대가 8%p 앞선 것으로 나타났고, 투표에 앞서 이탈리아의 도박사들도 개헌 반대를 75%의 확률로 보고 있다.

## 투표
국민투표는 2016년 12월 4일 오전 7시(한국시간 오후 3시) 이탈리아 전역의 투표소에서 4,600만 명의 유권자가 참여했다. 투표는 같은 날 오후 11시(한국시간 5일 오전 7시)에 종료됐다.

## 결과

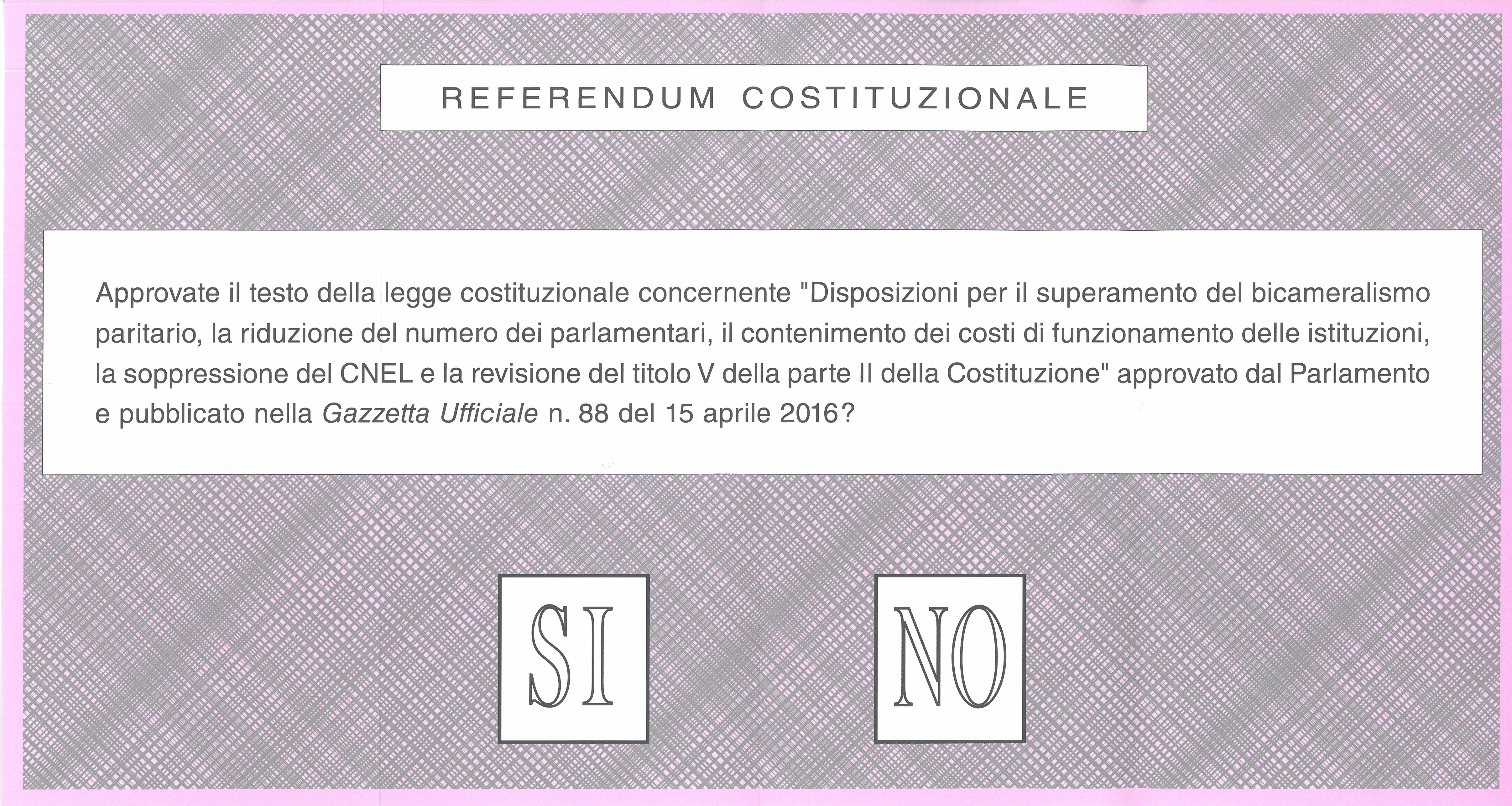
국민투표에서 쓰인 투표용지

| 선택                  | 득표         | %      |
| --------------------- | ------------ | ------ |
| 찬성                  | 13,432,208표 | 40.89% |
| 반대                  | 19,419,507표 | 59.11% |
| 유효표                | 32,851,715표 | 98.82% |
| 무효표/공표           | 392,130표    | 1.18%  |
| 총합                  | 33,243,845표 | 100%   |
| 유권자 등록수/투표율  | 50,773,284표 | 65.47% |
| 출처: 이탈리아 내무부 |              |        |

| \| 득표율 \| 득표율 \| 득표율 \| 득표율 \| 득표율 \| \| ------ \| ------ \| ------ \| ------ \| ------ \| \| \| \| \| \| \| \| 반대 \| 반대 \| \| 59.11% \| 59.11% \| \| 찬성 \| 찬성 \| \| 40.89% \| 40.89% \| |      |  |        |        |
| 득표율 |      |  |        |        |
| |      |  |        |        |
| 반대 | 반대 |  | 59.11% | 59.11% |
| 찬성 | 찬성 |  | 40.89% | 40.89% |

### 지역별 결과
| 선거구                   | 유권자    | 투표율 | 득표수    | 득표수    | 득표율 | 득표율 |
| 선거구                   | 유권자    | 투표율 | 찬성      | 반대      | 찬성   | 반대   |
| ------------------------ | --------- | ------ | --------- | --------- | ------ | ------ |
| 아브루초주               | 1,052,049 | 68.7%  | 255,022   | 461,167   | 35.6%  | 64.4%  |
| 발레다오스타주           | 99,735    | 71.9%  | 30,568    | 40,116    | 43.2%  | 56.8%  |
| 풀리아주                 | 3,280,745 | 61.7%  | 659,354   | 1,348,573 | 32.8%  | 67.2%  |
| 바실리카타주             | 467,000   | 62.9%  | 98,924    | 191,081   | 34.1%  | 65.9%  |
| 칼라브리아주             | 1,553,741 | 54.4%  | 276,384   | 561,557   | 33.0%  | 67.0%  |
| 캄파니아주               | 4,566,905 | 58.9%  | 839,692   | 1,827,768 | 31.5%  | 68.5%  |
| 에밀리아로마냐주         | 3,326,910 | 75.9%  | 1,262,484 | 1,242,992 | 50.4%  | 49.6%  |
| 프리울리베네치아줄리아주 | 952,493   | 72.5%  | 267,379   | 417,732   | 39.0%  | 61.0%  |
| 라치오주                 | 4,402,145 | 69.2%  | 1,108,768 | 1,914,397 | 36.7%  | 63.3%  |
| 리구리아주               | 1,241,618 | 69.7%  | 342,671   | 515,777   | 39.9%  | 60.1%  |
| 롬바르디아주             | 7,480,375 | 74.2%  | 2,453,095 | 3,058,051 | 44.5%  | 55.5%  |
| 마르케주                 | 1,189,180 | 72.8%  | 385,877   | 472,656   | 45.0%  | 55.0%  |
| 몰리세주                 | 256,600   | 63.9%  | 63,695    | 98,728    | 39.2%  | 60.8%  |
| 피에몬테주               | 3,396,378 | 72.0%  | 1,055,043 | 1,368,507 | 43.5%  | 56.5%  |
| 사르데냐주               | 1,375,845 | 62.5%  | 237,280   | 616,791   | 27.8%  | 72.2%  |
| 시칠리아주               | 4,031,871 | 56.7%  | 642,980   | 1,619,828 | 28.4%  | 71.6%  |
| 토스카나주               | 2,854,162 | 74.4%  | 1,105,769 | 1,000,008 | 52.5%  | 47.5%  |
| 트렌티노알토아디제주     | 792,503   | 72.2%  | 305,473   | 261,473   | 53.9%  | 46.1%  |
| 움브리아주               | 675,610   | 73.5%  | 240,346   | 251,908   | 48.8%  | 51.2%  |
| 베네토주                 | 3,725,399 | 76.7%  | 1,078,883 | 1,756,144 | 38.1%  | 61.9%  |

| 선거구      | 유권자    | 투표율 | 득표수  | 득표수  | 득표율 | 득표율 |
| 선거구      | 유권자    | 투표율 | 찬성    | 반대    | 찬성   | 반대   |
| ----------- | --------- | ------ | ------- | ------- | ------ | ------ |
| 해외 유권자 | 4,052,341 | 30.7%  | 722,672 | 394,253 | 64.7%  | 35.3%  |

## 같이 보기
- 1969년 프랑스 국민투표